# Rifugio Venezia
Das Rifugio Venezia, vollständiger Name Rifugio Venezia – Albamaria De Luca, ist eine Schutzhütte der Sektion Venedig des Club Alpino Italiano (CAI) in der Monte-Pelmo-Gruppe in der Provinz Belluno. Die in der Regel von Mitte Juni bis Ende September geöffnete Hütte verfügt über 62 Schlafplätze und 10 Notlager sowie einen Winterraum mit 10 Schlafplätzen.

## Lage
Die Schutzhütte liegt auf 1947 m s.l.m. an der Südostseite des Monte Pelmo (3168 m) etwa 200 m nördlich des Passo di Rutòrto. Das Rifugio Venezia ist Stützpunkt für den Normalweg auf den Monte Pelmo und der Begehung der Cengia di Ball, dem nach dem Erstbesteiger des Monte Pelmo, John Ball, benannten Felsbandes. An der Hütte führt der Dolomiten-Höhenweg 3 vorbei.

## Geschichte
Das Rifugio wurde nach zwei Monaten Bauzeit im September 1892 von der CAI Sektion Venedig eingeweiht und war damit die erste im italienischen Teil der Dolomiten eröffnete Schutzhütte. Sie wurde zwischen 1922 und 1929 erweitert. Während des Zweiten Weltkrieges wurde sie im September 1944 bei einer Razzia gegen die Resistenza von deutschen Truppen niedergebrannt. Nach dem Krieg wurde sie wieder aufgebaut und 1954 eröffnet. Sie ist der 1947 an der Croda da Lago verunglückten 18-jährigen Alpinistin Albamaria De Luca gewidmet.

## Zustiege
- Vom Passo Staulanza, 1766 m ⊙ auf Weg 472 in 2 ½ Stunden
- Von Palafavera, 1514 m ⊙ auf Weg 474, 472 in 2 Stunden
- Von Brusadàz, 1380 m ⊙ auf Weg 497, 499, 472 in 2 ½ bis 3 Stunden
- Von Zoppè di Cadore, 1460 m ⊙ auf Weg 471 1 ¾ bis 2 Stunden
- Von San Vito di Cadore – Serdes, 1000 m ⊙ auf Weg 470 3 bis 3 ½ Stunden
- Von Borca di Cadore – Malga Ciauta, 1552 m ⊙ auf Weg 475 1 ¼ Stunden

## Nachbarhütten
- Zum Rifugio Talamini, 1245 m ⊙ auf Weg 471, 493, 456 in 2 ½ Stunden
- Zum Rifugio Città di Fiume, 1917 m ⊙ auf Weg 480 in 3 Stunden, auf Weg 472 in 3 ½ Stunden